# Tamarindito

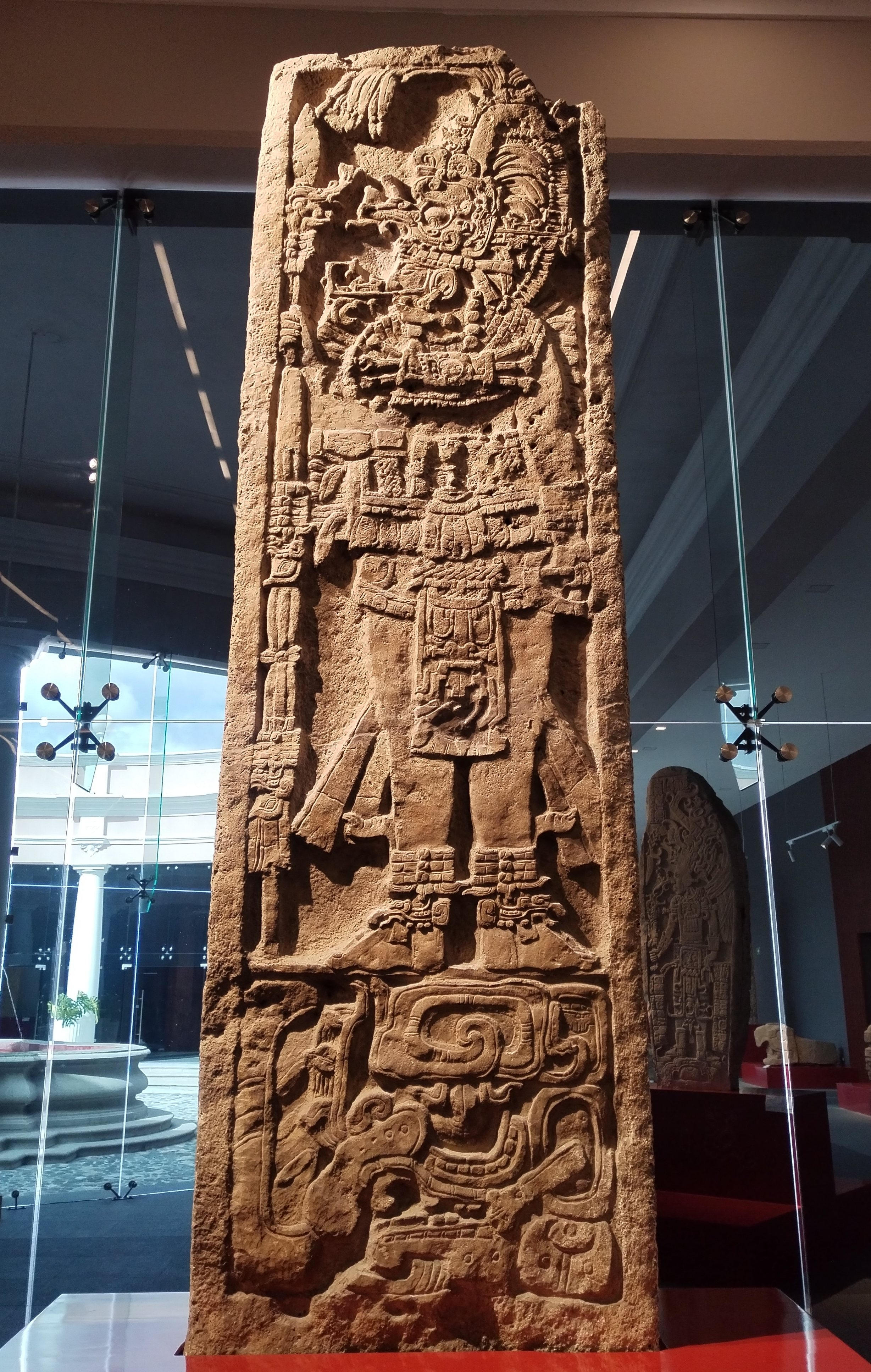
Stèle 3 de Tamarindito

Tamarindito est un site archéologique maya situé au bord de la lagune de Petexbatún, dans la région du même nom, située dans le département du Petén dans le nord du Guatemala. On suppose que la ville de Tamarindito était la capitale de la région jusqu'au début de l'Époque Classique durant laquelle la ville de Dos Pilas devint capitale.